# Aeroportul Loei
Aeroportul Loei (în thailandeză ท่าอากาศยานเลย) (IATA: LOE, ICAO: VTUL) este un aeroport din Loei⁠(d), Districtul Mueang Loei, Provincia Loei, Thailanda. Aeroportul a fost tranzitat în 2020 de 158.227 de pasageri. A fost numit după Loei⁠(d).
Situat la o altitudine de 262 m, aeroportul dispune de o singură pistă.